# Municipio de Sparta (Misuri)
El municipio de Sparta (en inglés: Sparta Township) es un municipio ubicado en el condado de Christian en el estado estadounidense de Misuri. En el año 2010 tenía una población de 2719 habitantes y una densidad poblacional de 42,67 personas por km².

## Geografía
El municipio de Sparta se encuentra ubicado en las coordenadas 36°59′16″N 93°5′36″O / 36.98778, -93.09333. Según la Oficina del Censo de los Estados Unidos, el municipio tiene una superficie total de 63.72 km², de la cual 63.7 km² corresponden a tierra firme y (0.04%) 0.02 km² es agua.

## Demografía
Según el censo de 2010, había 2719 personas residiendo en el municipio de Sparta. La densidad de población era de 42,67 hab./km². De los 2719 habitantes, el municipio de Sparta estaba compuesto por el 96.91% blancos, el 0.18% eran afroamericanos, el 0.7% eran amerindios, el 0.22% eran asiáticos, el 0.04% eran isleños del Pacífico, el 0.37% eran de otras razas y el 1.58% pertenecían a dos o más razas. Del total de la población el 2.06% eran hispanos o latinos de cualquier raza.